# Damcho Lhundrup
Damcho Lhundrup foi um Desi Druk do Reino do Butão reinou entre 1852 e 1856. Foi antecedido no trono por Chagpa Sangye, tendo-lhe seguido Kunga Palden.